# Courbe remplissante

Trois étapes de la construction de la courbe de Peano, dont la limite remplit le carré unité.

En analyse mathématique, une courbe remplissante (parfois appelée courbe de remplissage) est une courbe dont l'image contient le carré unité entier (ou plus généralement un hypercube de dimension n). 
En raison du fait que le mathématicien Giuseppe Peano (1858–1932) a été le premier à découvrir dans le plan (en dimension 2) une telle courbe, les courbes remplissantes sont parfois appelées courbes de Peano, mais cette dénomination fait maintenant référence à la courbe de Peano qui désigne cet exemple spécifique de courbe remplissante découvert par Peano.

## Courbe et continuité
De façon intuitive, une courbe continue dans un espace de dimension n donnée peut être vue comme le parcours d'un point se déplaçant de façon continue dans cet espace. Afin d'éliminer toute ambiguïté à cette notion, Jordan en 1887 pose la définition rigoureuse suivante, qui depuis est utilisée pour décrire précisément la notion de courbe continue :

Une courbe (fermée) est une fonction continue dont le domaine est l'intervalle unité [0;1] (qui prend la même valeur en 0 et en 1).
De façon plus générale, l'image d'une telle fonction peut appartenir à un espace topologique arbitraire, mais pour les cas les plus couramment étudiés, l'image appartient à un espace euclidien comme le plan de dimension 2 (on parle alors de courbe plane) ou l'espace de dimension 3 (courbe spatiale).
Parfois, la courbe est identifiée à l'image de la fonction associée (l'ensemble de toutes les valeurs prises par cette fonction), plutôt qu'à la fonction elle-même. Il est également possible de définir des courbes sans extrémités (ouvertes) comme des fonctions continues sur la droite réelle (ou l'intervalle unité ouvert ]0; 1[).

## Histoire
En 1890, Giuseppe Peano découvre une courbe continue qui passe par chaque point du carré unité . Son but était de construire une projection continue de l'intervalle unité vers le carré unité, motivé par un résultat contre-intuitif précédemment montré par Georg Cantor selon lequel le nombre infini de points dans l'intervalle unité est de même cardinal que le nombre infini de points dans toute variété de dimension finie, comme le carré unité. Peano montra ainsi qu'une telle projection pouvait être continue, créant ainsi une courbe remplissant l'espace. La solution de Peano est une surjection continue de l'intervalle unité vers le carré unité, une bijection continue est impossible.

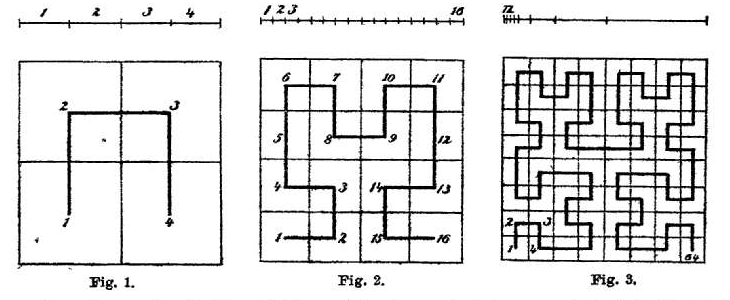
Extrait de l'article original de Hilbert

Huit itérations de la construction de la courbe de Hilbert, données par le mathématicien David Hilbert.

Il était commun d'associer les notions de finesse et de dimension 1 aux courbes ; toutes les courbes connues étaient dérivables par morceaux (avec donc des dérivées continues par morceaux), mais de telles courbes ne remplissaient pas la totalité du carré unité. Ainsi, pour ses contemporains, la courbe de Peano était très contre-intuitive.
De l'exemple de Peano, il a été simple de tirer des courbes continues dont l'image contenait l'hypercube de dimension n (avec n un entier positif quelconque), ou d'étendre ce cas aux courbes continues sans extrémité, permettant ainsi de remplir l'espace euclidien de dimension n (avec n égal à 2, 3, ou tout autre entier positif supérieur).
Les courbes remplissantes les plus connues sont construites de façon itérative comme limites de suites de fonctions continues linéaires par morceaux, permettant ainsi d'approcher l'espace limite au fur et à mesure.
L'article majeur de Peano ne contenait pas d'illustration de sa construction et n'essayait pas de le faire. La surjection définie de façon purement formelle comme la donnée de ses deux projections est en termes  de développement ternaire et d'itération de l'opération de complémentation. Cependant, il avait parfaitement visualisé la construction graphique, puisqu'il en a fait une mosaïque ornementale dans sa demeure de Turin. L'article de Peano se conclut sur l'observation que la technique pouvait être étendue à d'autres bases impaires que 3. Son choix d'utiliser une construction formelle (ce que Hilbert appelle arithmetische Betrachtung, autrement dit des considérations arithmétiques) au lieu d'une preuve graphique était justifié par le souhait d'avoir une démonstration rigoureuse qui ne reposât pas sur des images. Si l'époque était marquée par les débuts de la construction des topologies, des arguments graphiques étaient encore inclus dans les démonstrations, ce qui pouvait gêner la compréhension de résultats contre-intuitifs.
Un an plus tard, David Hilbert publie une construction nouvelle et plus simple, connue aujourd'hui sous le nom de courbe de Hilbert. Son article de 1891 est le premier à proposer une illustration de sa construction.
La plupart des courbes remplissantes sont construites selon un procédé itératif et sont la limite d'une suite de lignes polygonales). 
À partir de l'exemple de Peano et de Hilbert, d'autres courbes continues sont conçues, ouvertes ou fermées :
- en 1900, le mathématicien Eliakim Hastings Moore propose, en accolant quatre courbes de Hilbert, une variante fermée appelée aujourd'hui courbe de Moore (en) ;
- en 1904, Henri Lebesgue propose une nouvelle courbe qui, elle, est différentiable en presque tout point ;
- en 1912, le mathématicien polonais Wacław Sierpiński à son tour décrit une autre courbe fermée qui porte désormais son nom.

Plus tard Walter Wunderlich (de) développe, quant à lui, une famille entière de variantes de la courbe originelle de Peano.

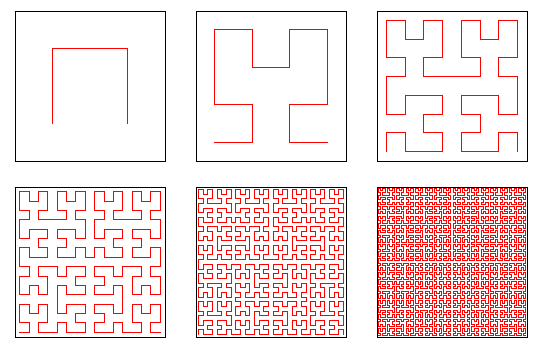
Courbe de Hilbert.
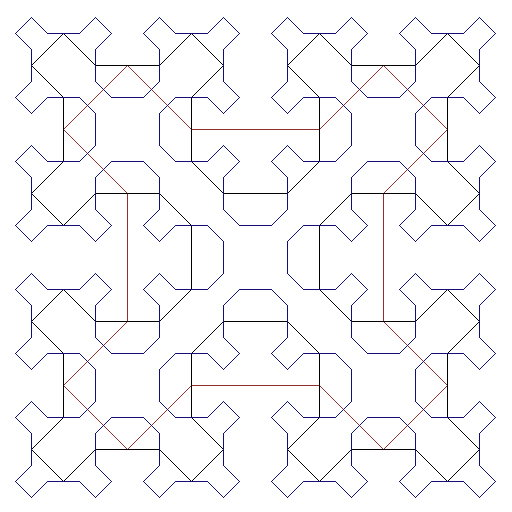
Courbe de Sierpinski.
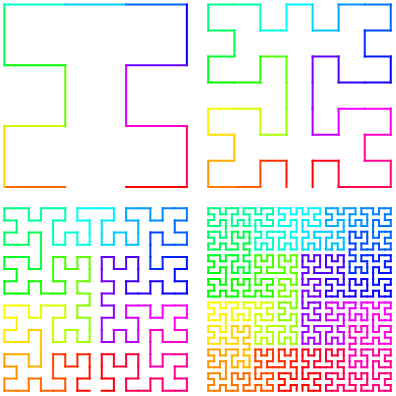
Courbe de Moore (en).
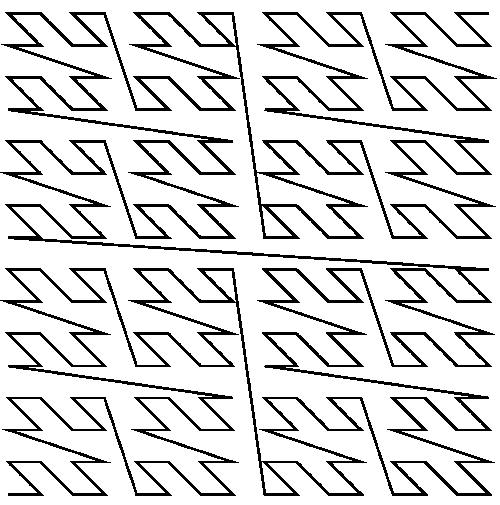
Courbe de Lebesgue.

## Idée de la construction d'une courbe remplissante
L'objectif est de construire une surjection continue de [0 ; 1] sur [0 ; 1] × [0 ; 1].
On note {\displaystyle {\mathcal {C}}} l'espace de Cantor {\displaystyle \mathbf {2} ^{\mathbb {N} }}.
On se donne une bijection continue h définie de l'espace de Cantor {\displaystyle {\mathcal {C}}} sur l'intervalle unité fermé [0 ; 1] (la restriction de la fonction de Cantor sur l'ensemble de Cantor est un exemple d'une telle fonction). À partir de celle-ci, on construit une fonction H du produit topologique {\displaystyle {\mathcal {C}}\;\times \;{\mathcal {C}}} sur le carré unité fermé [0 ; 1] × [0 ; 1] en posant
{\displaystyle H(x,y)=(h(x),h(y)).\,}
Comme l'espace de Cantor {\displaystyle {\mathcal {C}}} est homéomorphe au produit {\displaystyle {\mathcal {C}}\times {\mathcal {C}}}, il existe une bijection continue g de l'espace de Cantor {\displaystyle {\mathcal {C}}} vers {\displaystyle {\mathcal {C}}\;\times \;{\mathcal {C}}}, au sens de la topologie de cet espace. La composition f=H ๐ g est donc une projection continue de l'espace de Cantor sur le carré unité fermé et, par conséquent, la fonction  H ๐ g ๐ h–1 est une fonction continue de [0 ; 1]  sur le carré unité fermé.
On aurait également pu utiliser le théorème montrant que tout espace métrique compact est une image continue de l'espace de Cantor pour démontrer l'existence de f.
Enfin, on peut prolonger f en une fonction continue F dont le domaine est l'intervalle unité entier [0 ; 1], soit grâce au théorème de prolongement de Tietze sur chaque composante de f ou simplement en prolongeant f « linéairement » (par exemple, sur chaque intervalle ouvert supprimé ]a , b[ par la construction de l'espace de Cantor, on définit la partie prolongée de F sur]a , b[ comme le segment inclus dans le carré unité joignant f (a) et f (b)).

## Quelques propriétés

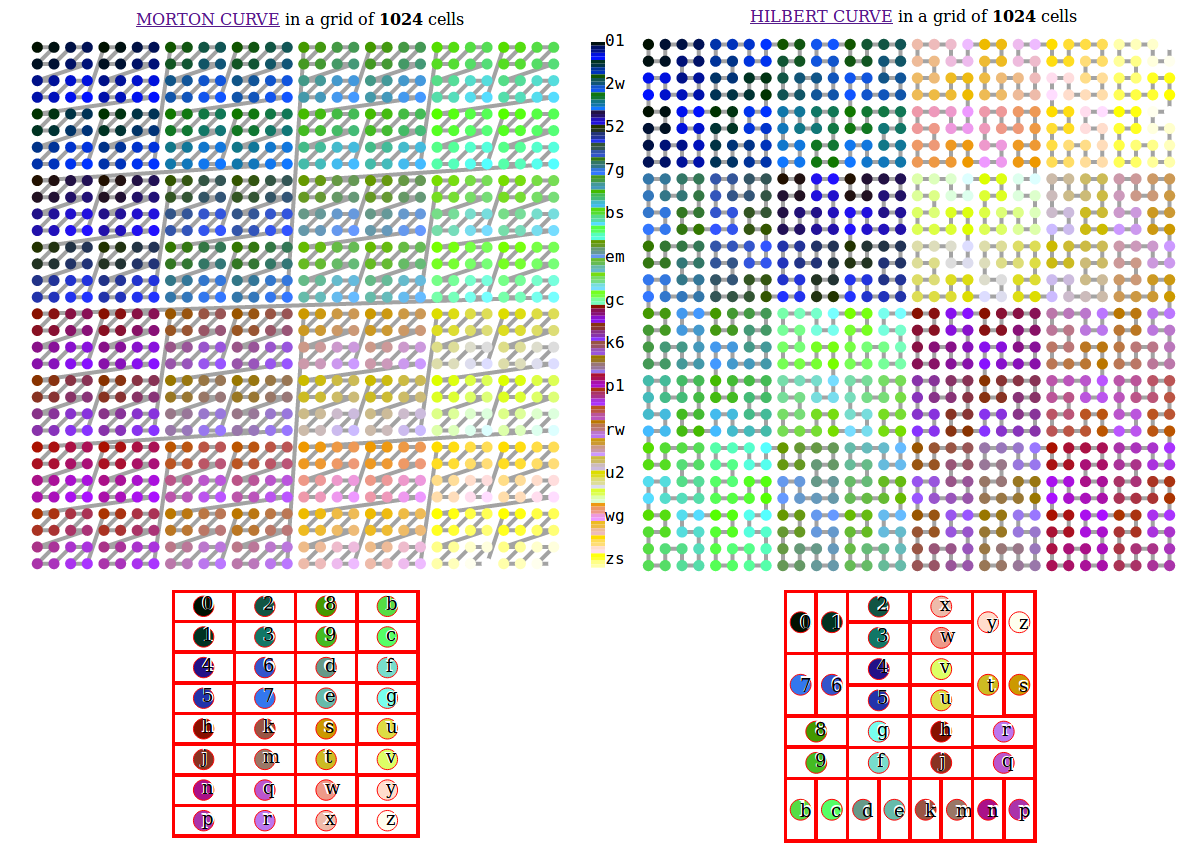
Utilisation de la distance entre les courbes comme code couleur RVB pour tracer des points centraux dans des grilles carrées. Utilisation de la base32-Geohash comme code, niveaux 2.5 et 5

Si une courbe n'est pas injective, on peut trouver deux « sous-courbes » qui ont au moins un point commun, chacune obtenue en considérant les images de deux segments disjoints sur le domaine de définition de la courbe (l'intervalle unité). Ces deux sous-courbes ont un point en commun donc si l'intersection de leurs deux images n'est pas vide. Cependant il faut  comprendre ce partage de point non pas forcément comme l'intersection de deux droites non parallèles, mais inclure aussi être le cas de deux courbes tangentes en un point.
Une courbe continue qui ne revient pas sur elle-même ne peut pas remplir le carré unité car cette courbe formerait un homéomorphisme de l'intervalle unité sur le carré unité, en effet, toute bijection continue d'un espace compact dans un espace de Hausdorff est un homéomorphisme. Or si l'on supprime un point du carré unité  hors de sa frontière, l'ensemble résultant reste connexe ; donc le carré unité ne peut pas être homéomorphe à l'intervalle unité, car  le complémentaire de chaque point (à l'exception de ses extrémités) dans un intervalle n'est pas connexe.
Les courbes définies par Peano et par Hilbert ont des sous-courbes qui se touchent sans se croiser. Une courbe remplissante ne peut être auto-intersectante (partout) que si ses approximations le sont, mais ces courbes approchantes peuvent n'avoir aucun point de contact avec elle-même, comme le montrent les illustrations. En dimension 3, on peut même construire des courbes sans point d'auto-contact, mais qui ont des nœuds. Les courbes approchantes peuvent être immergées dans un domaine borné d'un espace de dimension n, en revanche, leurs longueurs peuvent croître indéfiniment.
Notons que, d'une part, les courbes remplissantes sont des cas particuliers de courbes fractales et que, d'autre part, il n'existe aucune courbe de Peano différentiable, car  intuitivement, la différentiabilité contraint trop fortement les courbures de la courbe.

## Théorème de Hahn–Mazurkiewicz
Le théorème de Hahn–Mazurkiewicz caractérise les espaces qui sont des images continues de courbes :
Théorème — Un espace topologique de Hausdorff non vide est image continue de l'intervalle unité si et seulement s'il est compact, connexe, à base dénombrable et localement connexe.
On appelle parfois de tels espaces des espaces de Peano.
Dans d'autres formulations de ce théorème, la propriété à base dénombrable est remplacée par mesurable, ce qui donne deux résultats équivalents. Dans un sens, un espace de Hausdorff compact est un espace normal et, par le théorème de mesure de Urysohn, qu'il soit à base dénombrable implique qu'il est mesurable. Réciproquement, un espace métrique compact est à base dénombrable.

## Groupes kleiniens
Il existe plusieurs exemples simples[C'est-à-dire ?] de courbes remplissant l’espace, ou plutôt la sphère, dans la théorie des groupes kleiniens doublement dégénérés[Quoi ?]. Par exemple, Cannon et Thurston montrent que le cercle à l'infini du recouvrement universel d'un fibré d'un tore recouvrant une fonction pseudo-Anosov[Quoi ?] remplit la sphère (ici, la sphère à l’infini d'un espace hyperbolique de dimension 3 (en)).

## Intégration
Wiener a noté que les courbes remplissantes peuvent être utilisées pour ramener l'intégration de Lebesgue de dimension élevée au cas en une dimension.[réf. nécessaire]